# پسر کوچک
پسر کوچک یا پسرک (به انگلیسی: Little Boy) نوعی بمب اتمی بود که توسط پروژه منهتن در طول جنگ جهانی دوم ساخته شد. این نام اغلب برای توصیف بمب خاص (ال-۱۱) نیز به کار می‌رود که در بمباران شهر هیروشیما در ژاپن توسط بوئینگ بی-۲۹ سوپرفورترس انولا گی در ۶ اوت ۱۹۴۵ استفاده شد و آن را به اولین جنگ‌افزار هسته‌ای به کار رفته در جنگ و دومین انفجار هسته‌ای در تاریخ، پس از آزمایش هسته‌ای ترینیتی، تبدیل کرد. این بمب با انرژی تقریبی ۱۵ کیلوتن تی‌ان‌تی (۶۳ تراژول) منفجر شد و شعاع انفجاری حدود ۱٫۳ کیلومتر (۰٫۸۱ مایل) داشت که باعث مرگ و میر گسترده در سراسر شهر شد. پسر کوچک یک جنگ‌افزار شکافت هسته‌ای از نوع گان بود که برای تامین واکنش انفجاری خود از اورانیوم غنی‌شده با ایزوتوپ اورانیوم-۲۳۵ استفاده می‌کرد.
پسر کوچک توسط گروه فرمانده دوم فرانسیس بیرک در آزمایشگاه لوس آلاموس توسعه یافت. این بمب جانشین طرح شکافت هسته‌ای از نوع گان با سوخت پلوتونیوم به نام مرد لاغر بود که در سال ۱۹۴۴ پس از کشف مشکلات فنی کنار گذاشته شد. پسر کوچک از یک بار کوردیت برای شلیک یک استوانه توخالی (که «گلوله» نامیده می‌شد) از اورانیوم بسیار غنی‌شده از طریق یک لوله توپخانه به داخل یک استوانه جامد (که «هدف» نامیده می‌شد) از همان ماده استفاده می‌کرد. این طرح بسیار ناکارآمد بود: جنگ‌افزاری که در هیروشیما استفاده شد حاوی ۶۴ کیلوگرم (۱۴۱ پوند) اورانیوم بود، اما کمتر از یک کیلوگرم آن تحت شکافت هسته‌ای قرار گرفت. برخلاف طرح انفجار درونی که برای آزمایش ترینیتی و بمب مرد چاق که علیه ناگاساکی استفاده شد، توسعه یافته بود و نیاز به هماهنگی پیچیده‌ای از مواد منفجره شکل‌دار داشت، طرح ساده‌تر اما ناکارآمد نوع گان تقریباً تضمین شده بود که کار کند و هرگز قبل از استفاده در هیروشیما آزمایش نشد.
پس از جنگ، اجزای متعددی برای بمب‌های پسر کوچک اضافی ساخته شد. تا سال ۱۹۵۰، حداقل پنج جنگ‌افزار تکمیل شد؛ همه آنها تا نوامبر ۱۹۵۰ از رده خارج شدند.

## نامگذاری بمب
دو روایت اصلی در مورد چگونگی نامگذاری نخستین بمب‌های اتمی وجود دارد. رابرت سربر، فیزیکدان آزمایشگاه لوس آلاموس و پروژه آلبرتا، چندین دهه پس از آن زمان اظهار داشت که او دو طرح اولیه بمب اتمی را در طول جنگ جهانی دوم بر اساس شکل‌شان نام‌گذاری کرده است: مرد لاغر و مرد چاق. «مرد لاغر» یک دستگاه بلند و باریک بود و نام آن از رمان کارآگاهی دشیل همت و مجموعه فیلم‌های مرد لاغر گرفته شد. «مرد چاق» گرد و چاق بود، بنابراین به نام کاسپر گاتمن، شخصیت فربه در رمان شاهین مالت همت (۱۹۳۰) که توسط سیدنی گرین‌استریت در نسخه فیلم ۱۹۴۱ بازی شد، نامگذاری شد. پسر کوچک نیز توسط دیگران به عنوان اشاره‌ای به مرد لاغر نام‌گذاری شد، زیرا بر اساس طرح آن بود. گاهی اوقات به آن «مارک یک» در طرح بمب هسته‌ای نیز اطلاق می‌شد، در حالی که «مارک ۲» به مرد لاغر کنار گذاشته شده و «مارک ۳» به «مرد چاق» اشاره داشت.
در سپتامبر ۱۹۴۵، نورمن اف. رمزی، فیزیکدان دیگری از پروژه آلبرتا، در گزارش کوتاه خود با عنوان «تاریخچه پروژه اِی» اظهار داشت که طرح‌های اولیه اشکال آزمایشی بالستیک بمب‌ها برای «دلایل امنیتی» توسط «نمایندگان نیروی هوایی» (که نامشان ذکر نشده) به عنوان «مرد لاغر» و «مرد چاق» نامیده می‌شدند. این نامگذاری به این دلیل بود که مکالمات تلفنی آن‌ها «طوری به نظر برسد که گویی در حال تغییر هواپیما برای حمل روزولت (مرد لاغر) و چرچیل (مرد چاق) هستند»، برخلاف واقعیت که در اواخر سال ۱۹۴۳ در حال تغییر هواپیماهای بی-۲۹ برای حمل دو شکل بمب اتمی به عنوان بخشی از پروژه سیلورپلیت بودند.
توضیح دیگری برای این نام‌ها، از تاریخ محرمانه نیروی هوایی ایالات متحده در مورد پروژه سیلورپلیت مربوط به دهه ۱۹۵۰، به آشتی احتمالی دو روایت اشاره دارد: اینکه اصطلاحات «مرد لاغر» و «مرد چاق» ابتدا توسط کسی در آزمایشگاه لوس آلاموس (یعنی سربر) ابداع شده‌اند، اما افسران در پروژه سیلورپلیت آگاهانه آن‌ها را پذیرفته‌اند، زمانی که کدهای محرمانه خود را برای پروژه خود (از جمله «سیلورپلیت») انتخاب می‌کردند. از آنجایی که پروژه سیلورپلیت شامل تغییر بی-۲۹ها برای یک هدف مخفی بود، استفاده عمدی از کدهای محرمانه که با تغییر وسایل نقلیه برای روزولت و چرچیل همخوانی داشت، به خوبی به نیازهای آن‌ها خدمت می‌کرد.

## توسعه

### کار اولیه بر روی طرح نوع گان
به دلیل سادگی درک شده، طرح جنگ‌افزار هسته‌ای نوع گان اولین رویکردی بود که توسط دانشمندانی که روی طراحی بمب در طول پروژه منهتن کار می‌کردند، دنبال شد. در سال ۱۹۴۲، هنوز مشخص نبود که کدام یک از دو مسیر شکافا که به طور همزمان دنبال می‌شدند – اورانیوم-۲۳۵ یا پلوتونیوم-۲۳۹ – موفقیت‌آمیز خواهد بود، یا اینکه تفاوت‌های قابل توجهی بین این دو سوخت وجود دارد که بر کار طراحی تأثیر بگذارد. هماهنگی با دانشمندان بریتانیایی در مه ۱۹۴۲، دانشمندان آمریکایی به رهبری جی. رابرت اوپنهایمر را متقاعد کرد که طراحی بمب اتمی دشوار نخواهد بود و دشواری تنها در تولید سوخت نهفته است. محاسبات در اواسط سال ۱۹۴۲ توسط فیزیکدانان نظری که روی پروژه کار می‌کردند، این ایده را تقویت کرد که یک لوله توپخانه معمولی می‌تواند سرعت کافی را به پرتابه مواد شکافت‌پذیر منتقل کند.
در سال‌های اولیه پروژه، در حالی که تأسیسات تولید مواد شکافت‌پذیر در حال ساخت بودند، چندین طرح مختلف جنگ‌افزاری دنبال شد. این طرح‌ها شامل مونتاژ خودکاتالیزوری، یک نسخه اولیه از انفجار درونی، و طرح‌های جایگزین نوع گان (مانند استفاده از مواد منفجره قوی به عنوان پیشران، یا ساخت یک «گان دوگانه» با دو پرتابه) بودند. این باور که طراحی نوع گان پس از در دسترس قرار گرفتن سوخت، یک کار مهندسی آسان خواهد بود، منجر به حس خوش‌بینی در لوس آلاموس شد، اگرچه اوپنهایمر در اوایل سال ۱۹۴۳ یک گروه تحقیقاتی کوچک برای مطالعه انفجار درونی به عنوان یک طرح جایگزین ایجاد کرد. یک برنامه کامل تسلیحاتی برای توسعه طرح گان در مارس ۱۹۴۳ با تخصص ئی.ال. رز، یک طراح و مهندس با تجربه اسلحه، تأسیس شد. کار بر روی مطالعه خواص لوله‌ها، بالستیک داخلی و خارجی، و تامپرها در جنگ‌افزارهای گان آغاز شد. اوپنهایمر جنبه‌هایی از این تلاش را رهبری می‌کرد و به رز گفت: «در حال حاضر [مه ۱۹۴۵] تخمین‌های ما آنقدر ضعیف هستند که فکر می‌کنم بهتر است مسئولیت ارائه آن‌ها را خودم بر عهده بگیرم.» او به زودی این کار را به ناخدا ویلیام استرلینگ پارسونز واگذار کرد که او به همراه اد مک‌میلان، چارلز کریچفیلد و ژوزف هیرشفلدر مسئول تبدیل تئوری به عمل بودند.

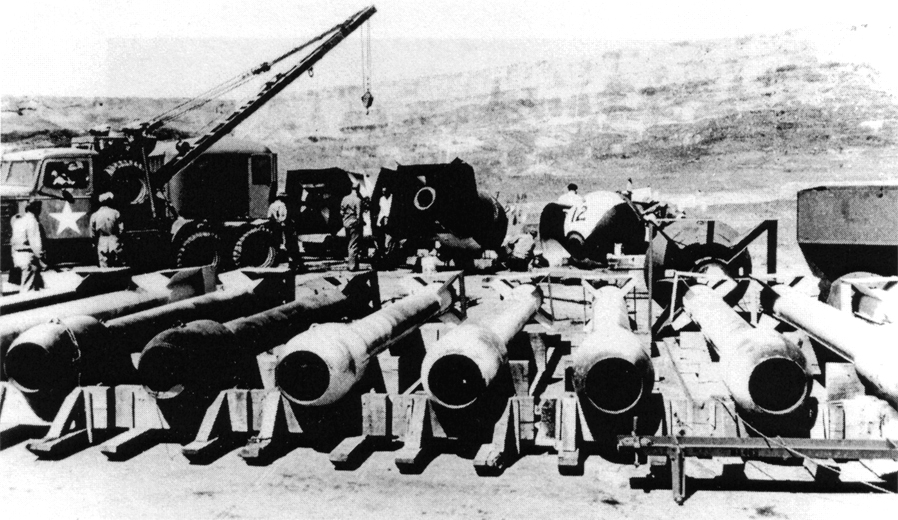
غلاف‌های آزمایش تفنگ پلوتونیومی «مرد لاغر» در پایگاه نیروی هوایی ونداور، به عنوان بخشی از پروژه آلبرتا در پروژه منهتن، که طول و اندازه نسبی آنها را نشان می‌دهد.

نگرانی از اینکه ناخالصی‌ها در پلوتونیوم تولیدشده در راکتور، احتمال انفجار زودهنگام را افزایش می‌دهد، باعث شد که بخش عمده‌ای از کار طراحی نوع گان بر روی گان پلوتونیومی متمرکز شود. برای دستیابی به سرعت‌های بالای پرتابه، گان پلوتونیومی ۱۷ فوت (۵٫۲ متر) طول و قطر باریکی داشت (که کدنام مرد لاغر را برای آن به ذهن متبادر می‌ساخت). همین ویژگی‌ها مشکلات قابل توجهی را در بالستیک آن هنگام رها شدن از هواپیما و جای دادن آن در محفظه بمب یک بمب‌افکن بی-۲۹ ایجاد می‌کرد.

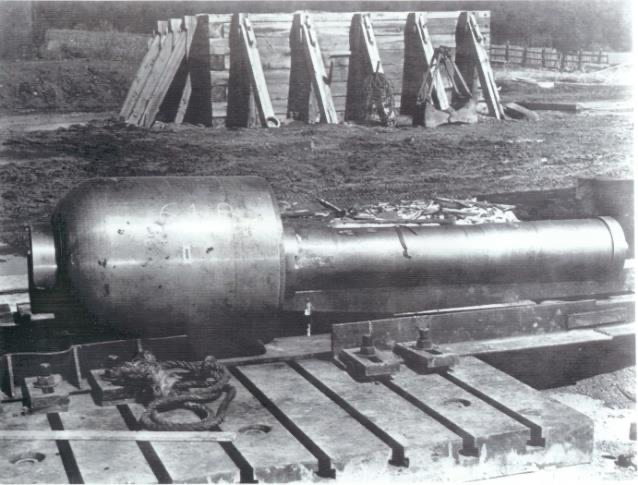
محفظه هدف پسر کوچک (چپ) که به یک لوله تفنگ در مزرعه انکر، لوس آلاموس متصل شده و برای مقاصد آزمایشی استفاده می‌شد. با تصویر مشابه اجزای داخلی مرد لاغر مقایسه کنید

در اوایل سال ۱۹۴۴، امیلیو جی. سگره و گروه پی-۵ او در لوس آلاموس، اولین نمونه‌های پلوتونیوم تولید شده از یک راکتور هسته‌ای، یعنی رآکتور گرافیت ایکس-۱۰ در تأسیسات مهندسی کلینتون در اوک ریج، تنسی را دریافت کردند. با تجزیه و تحلیل آن، آن‌ها کشف کردند که وجود ایزوتوپ پلوتونیوم-۲۴۰ (Pu-240) میزان شکافت خود به خود پلوتونیوم را به حد غیرقابل قبولی افزایش می‌دهد. تحلیل‌های قبلی پلوتونیوم از نمونه‌هایی انجام شده بود که توسط شتاب‌دهنده‌های حلقوی ایجاد شده بودند و حاوی این ایزوتوپ آلاینده به این میزان نبودند. آن‌ها به این نتیجه رسیدند که اگر پلوتونیوم تولیدشده در راکتور در یک طرح نوع گان استفاده می‌شد، انفجار زودهنگام رخ می‌داد و باعث می‌شد جنگ‌افزار قبل از رسیدن به شرایط لازم برای یک انفجار بزرگ، خود را نابود کند.

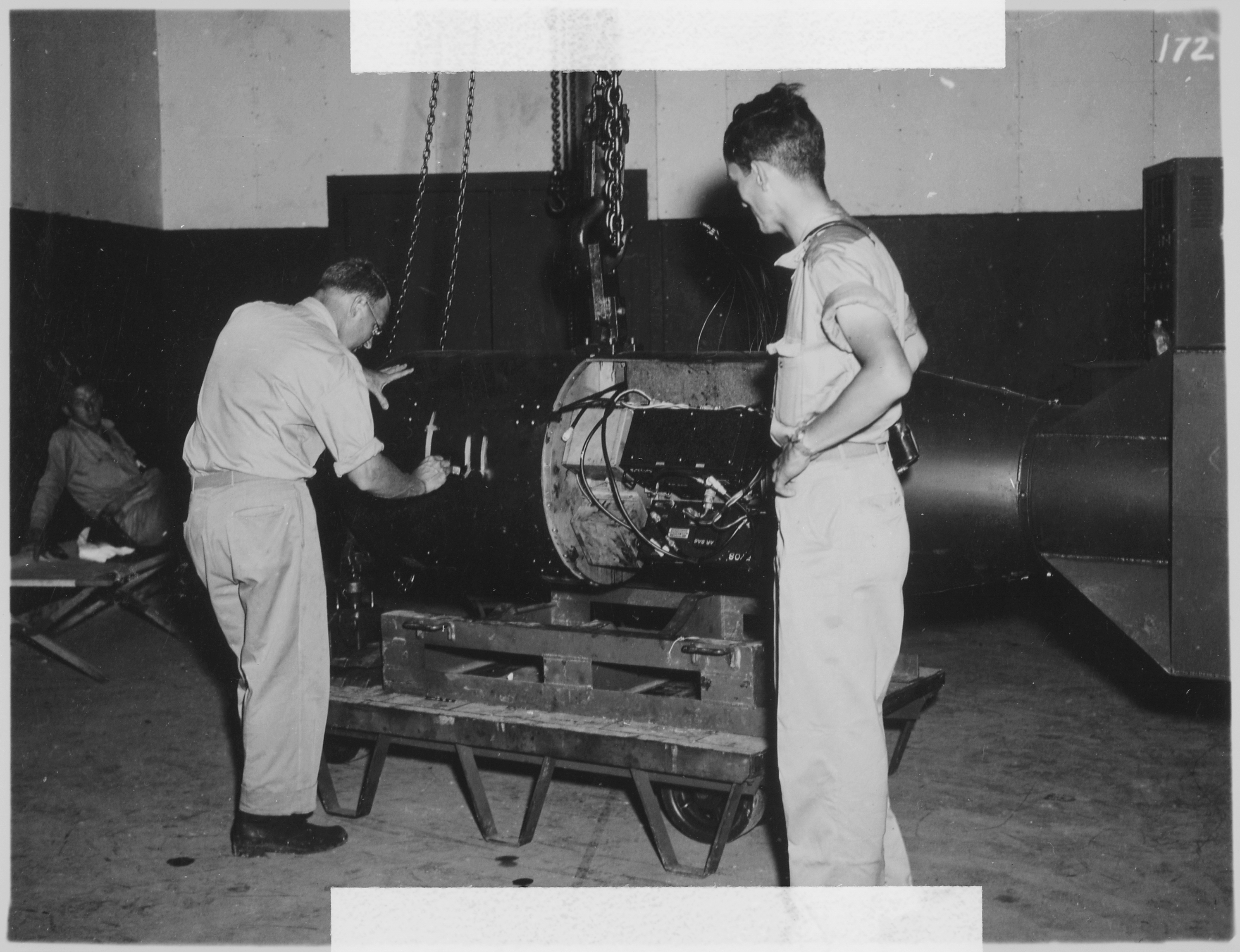
به عنوان بخشی از پروژه آلبرتا، فرمانده ای. فرانسیس بیرک (چپ) واحد رزمی (ال-۱۱ را مونتاژ می‌کند، در حالی که فیزیکدان نورمن رمزی نظاره می‌کند. این تصویر یکی از معدود عکس‌هایی است که بخش‌های داخلی بمب قابل مشاهده است، جایی که واحدهای فیوز و جعبه‌های باتری، متصل به اطراف لوله تفنگ، دیده می‌شوند.

### از مرد لاغر به پسر کوچک
در نتیجه کشف مشکل آلودگی با پلوتونیوم-۲۴۰، در ژوئیه ۱۹۴۴ تقریباً تمام تحقیقات در لوس آلاموس به سمت جنگ‌افزار پلوتونیومی از نوع انفجار درونی معطوف شد و آزمایشگاه به طور کامل حول مشکل انفجار درونی سازماندهی مجدد گشت. با این حال، کار بر روی جنگ‌افزار نوع گان تحت بخش تسلیحات (O) به سرپرستی پارسونز، برای استفاده انحصاری با اورانیوم بسیار غنی‌شده به عنوان سوخت، ادامه یافت. تمام کارهای طراحی، توسعه و فنی در لوس آلاموس تحت گروه فرمانده دوم فرانسیس بیرک متمرکز شد.
برخلاف جنگ‌افزار هسته‌ای پلوتونیومی از نوع انفجار درونی و جنگ‌افزار شکافت پلوتونیومی از نوع گان، طراحی جنگ‌افزار اورانیومی از نوع گان بسیار ساده‌تر بود. از آنجایی که دیگر نیازی به یک گان با سرعت بالا نبود، طول کلی لوله گان می‌توانست به طور چشمگیری کاهش یابد و این امکان را فراهم می‌کرد که جنگ‌افزار بدون مشکل در محفظه بمب یک بمب‌افکن بی-۲۹ جای بگیرد. اگرچه این طرح در مقایسه با طرح انفجار درونی، استفاده بهینه‌ای از مواد شکافت‌پذیر نبود، اما به عنوان یک جنگ‌افزار تقریباً تضمین شده تلقی می‌شد.
مشخصات طراحی در فوریه ۱۹۴۵ نهایی شد و قراردادهایی برای ساخت قطعات آن بسته شد. برای اطمینان از اینکه هیچ‌کس به طرح کامل دسترسی نداشته باشد، سه کارخانه مختلف درگیر ساخت شدند. کارخانه اسلحه دریایی در واشنگتن دی.سی.، مسئول ساخت گان و خزانه آن بود؛ کارخانه تسلیحات دریایی در سنترلاین، میشیگان، جعبه هدف و برخی اجزای دیگر را تولید کرد؛ شرکت اکسپرت تول و دای در دیترویت، میشیگان، نیز سازه دم و براکت‌های نصب را ساخت. به غیر از محموله اورانیوم، بمب تا اوایل مه ۱۹۴۵ آماده بود. کنت نیکولز، مهندس ناحیه منهتن، در ۱ مه ۱۹۴۵ پیش‌بینی کرد که اورانیوم غنی‌شده «برای یک جنگ‌افزار قبل از اول اوت و دومی در دسامبر» آماده خواهد شد، با این فرض که جنگ‌افزار دوم نیز از نوع گان باشد. طراحی یک بمب انفجار درونی برای اورانیوم غنی‌شده نیز در نظر گرفته شد که می‌توانست نرخ تولید را افزایش دهد. پرتابه اورانیوم غنی‌شده در ۱۵ ژوئن و هدف در ۲۴ ژوئیه تکمیل شد. پیش‌مونتاژهای هدف و بمب (بمب‌های نیمه‌مونتاژ شده بدون اجزای شکافت‌پذیر) در ۱۶ ژوئیه از کشتی‌سازی نیروی دریایی هانترز پوینت، کالیفرنیا، با رزم‌ناو سنگین یواس‌اس ایندیاناپولیس حرکت کردند و در ۲۶ ژوئیه رسیدند. اجزای هدف نیز در ۳۰ ژوئیه با هواپیما ارسال شدند.
با وجود اینکه تمام اجزای آن به صورت جداگانه آزمایش شده بودند، هیچ آزمایش کاملی از یک جنگ‌افزار هسته‌ای از نوع گان قبل از پرتاب آن بر روی هیروشیما صورت نگرفت. تنها آزمایش انفجاری یک مفهوم جنگ‌افزار هسته‌ای، مربوط به دستگاهی از نوع انفجار درونی بود که از پلوتونیوم به عنوان ماده شکافت‌پذیر خود استفاده می‌کرد و در ۱۶ ژوئیه ۱۹۴۵ در آزمایش هسته‌ای ترینیتی انجام شد. چندین دلیل برای عدم آزمایش دستگاهی از نوع پسر کوچک وجود داشت. در درجه اول، مسئله در دسترس بودن مواد شکافت‌پذیر مطرح بود. کی-۲۵ در تأسیسات مهندسی کلینتون برای تولید حدود ۳۰ کیلوگرم اورانیوم غنی‌شده در ماه طراحی شده بود و طرح پسر کوچک بیش از ۶۰ کیلوگرم در هر بمب استفاده می‌کرد. بنابراین، آزمایش این جنگ‌افزار باعث تأخیر قابل توجهی در استفاده از آن می‌شد. (برای مقایسه، راکتور بی در سایت هنفورد برای تولید حدود ۲۰ کیلوگرم پلوتونیوم در ماه طراحی شده بود و هر بمب مرد چاق حدود ۶ کیلوگرم ماده مصرف می‌کرد.) به دلیل سادگی طرح نوع گان، آزمایش‌های آزمایشگاهی می‌توانستند تأیید کنند که اجزای آن به درستی به تنهایی کار می‌کنند؛ به عنوان مثال، پرتابه‌های ساختگی می‌توانستند در لوله گان شلیک شوند تا اطمینان حاصل شود که آن‌ها به درستی بر روی یک هدف ساختگی «نشسته»اند. عدم وجود یک آزمایش در مقیاس کامل در طراحی نوع انفجار درونی، تشخیص اینکه آیا همزمانی لازم برای فشرده‌سازی حاصل شده است یا خیر را بسیار دشوارتر می‌کرد. در حالی که حداقل یک دانشمند برجسته (ارنست او. لارنس) از یک آزمایش در مقیاس کامل حمایت می‌کرد، تا اوایل سال ۱۹۴۵ پسر کوچک تقریباً یک جنگ‌افزار تضمین‌شده تلقی می‌شد و انتظار می‌رفت که بازدهی بالاتری نسبت به بمب‌های انفجار درونی نسل اول داشته باشد.
اگرچه پسر کوچک مکانیزم‌های ایمنی مختلفی را در خود داشت، اما احتمال انفجار تصادفی یک جنگ‌افزار کاملاً مونتاژ شده بسیار زیاد بود. در صورت سقوط بمب‌افکن حامل دستگاه، «گلوله» توخالی می‌توانست به داخل سیلندر «هدف» رانده شود و احتمالاً بمب را تنها با نیروی جاذبه منفجر کند (اگرچه آزمایش‌ها نشان می‌داد که این اتفاق بعید است). اما به راحتی می‌توانست یک جرم بحرانی ایجاد کند که مقادیر خطرناکی از تشعشعات را آزاد می‌کرد. سقوط بمب‌افکن بی-۲۹ و آتش‌سوزی متعاقب آن نیز می‌توانست مواد منفجره را فعال کرده و باعث انفجار جنگ‌افزار شود. اگر قطعات اورانیوم در آب غوطه‌ور می‌شدند، تحت تأثیر آرام‌کننده نوترون قرار می‌گرفتند که باعث انفجار نمی‌شد اما آلایش هسته‌ای را آزاد می‌کرد. به همین دلیل، به خلبانان توصیه می‌شد که به جای دریا، در خشکی سقوط کنند. در نهایت، پارسونز تصمیم گرفت مواد منفجره را تا پس از بلند شدن بی-۲۹ از بمب پسر کوچک دور نگه دارد تا از خطر سقوطی که می‌توانست پایگاه نظامی محل پرتاب جنگ‌افزار را نابود یا آسیب برساند، جلوگیری کند.

## طراحی

روش مونتاژ نوع «گان» هنگامی که پرتابه توخالی اورانیوم به سمت استوانه هدف پرتاب می‌شد، یک انفجار هسته‌ای رخ می‌داد.

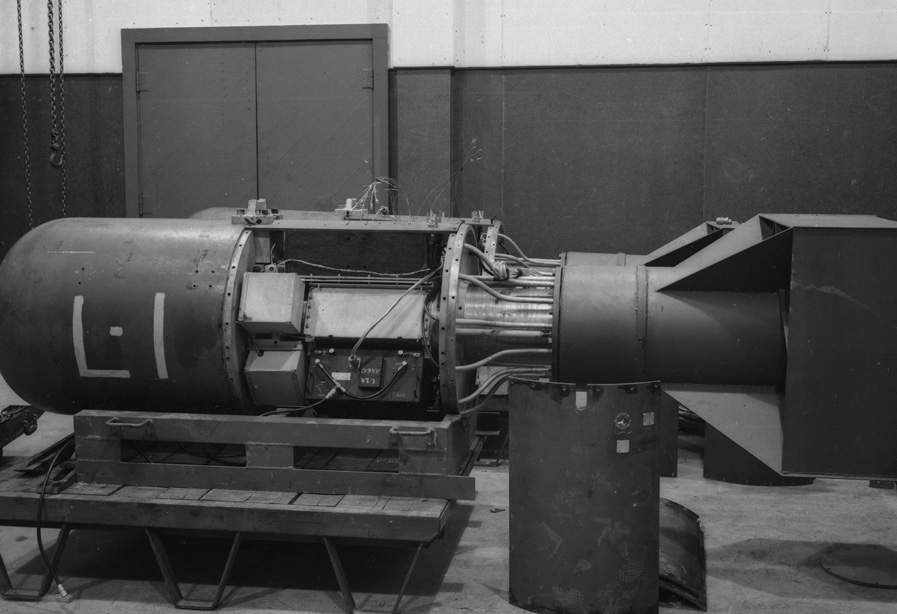
دو بمب پسر کوچک در حال مونتاژ در تینیان، با پوسته‌های باز. برای واحد ال-۱ که در پیش‌زمینه قرار دارد، جعبه‌های حاوی سخت‌افزارهای تایمرهای ساعت، واحدهای فیوز راداری، و باتری‌ها دیده می‌شوند که به دور لوله تفنگ مرکزی چیده شده‌اند. سیم‌های قابل کشیدن نیز در بالای آن قابل مشاهده هستند. ال-۱ در ۲۳ ژوئیه ۱۹۴۵ بدون سوخت هسته‌ای مورد آزمایش پرتابی قرار گرفت تا تجربه لازم برای مونتاژ، جابه‌جایی و استفاده از این جنگ‌افزارها پیش از حمله واقعی (که با واحد ال-۱۱ انجام شد) به دست آید.

پسر کوچک ابعادی به طول ۱۲۰ اینچ (۳۰۰ سانتی‌متر) و قطر ۲۸ اینچ (۷۱ سانتی‌متر) داشت و وزن تقریبی آن ۹,۷۰۰ پوند (۴,۴۰۰ کیلوگرم) بود. این طرح از روش گان استفاده می‌کرد تا به صورت انفجاری، یک جرم زیربحرانی توخالی از اورانیوم غنی‌شده و یک سیلندر هدف جامد را به هم متصل کند و یک جرم فوق‌بحرانی ایجاد کند که واکنش زنجیره‌ای هسته‌ای را آغاز می‌کرد. این کار با شلیک یک قطعه اورانیوم به سمت دیگری توسط چهار کیسه ابریشمی استوانه‌ای پر از پودر کوردیت انجام می‌شد. کوردیت یک پیشران بدون دود پرکاربرد بود که از مخلوطی از ۶۵ درصد نیتروسلولز، ۳۰ درصد نیتروگلیسیرین، ۳ درصد ژل پترولیوم و ۲ درصد کاربامیت تشکیل شده بود و به صورت دانه‌های لوله‌ای شکل اکسترود شده بود. این ترکیب به آن سطح وسیع و سرعت سوختن بالایی می‌داد و می‌توانست فشارهایی تا ۴۰,۰۰۰ پوند بر اینچ مربع (۲۸۰,۰۰۰ کیلوپاسکال) ایجاد کند. کوردیت برای بمب پسر کوچک در زمان جنگ از کانادا تامین می‌شد؛ پیشران برای بمب‌های پسر کوچک پس از جنگ از آرسنال پیکاتینی تهیه می‌شد. این بمب حاوی ۶۴ کیلوگرم (۱۴۱ پوند) اورانیوم غنی‌شده بود. بیشتر آن تا ۸۹٪ غنی شده بود، اما برخی از آن تنها ۵۰٪ اورانیوم-۲۳۵ داشتند، که به طور میانگین به غنی‌سازی ۸۰ درصد می‌رسید. کمتر از یک کیلوگرم اورانیوم تحت شکافت هسته‌ای قرار گرفت و از این جرم، تنها ۰٫۷ گرم (۰٫۰۲۵ اونس) معادل انرژی حاصل از ۱۵ کیلوتن انفجار بود. این انرژی به چندین شکل، عمدتاً انرژی جنبشی، اما همچنین گرما و تابش، تبدیل شد.

### جزئیات مونتاژ
در داخل جنگ‌افزار، ماده اورانیوم-۲۳۵ طبق اصل گان به دو بخش تقسیم شده بود: «پرتابه» و «هدف». پرتابه یک سیلندر توخالی بود که ۶۰٪ از کل جرم (۳۸٫۵ کیلوگرم [۸۵ پوند]) را تشکیل می‌داد. این پرتابه شامل مجموعه‌ای از نه حلقه اورانیومی بود که هر کدام دارای قطر ۶٫۲۵ اینچ (۱۵۹ میلی‌متر)، سوراخی به قطر ۴ اینچ (۱۰۰ میلی‌متر) در مرکز و طول کلی ۷ اینچ (۱۸۰ میلی‌متر) بودند. این حلقه‌ها به هم فشرده شده و در قسمت جلویی یک پرتابه با دیواره نازک به طول ۱۶٫۲۵ اینچ (۴۱۳ میلی‌متر) قرار گرفته بودند. فضای باقی‌مانده پشت این حلقه‌ها در پرتابه با یک دیسک کاربید تنگستن با پشت فولادی پر شده بود. در لحظه احتراق، پرتابه ساچمه‌ای به طول ۴۲ اینچ (۱۱۰۰ میلی‌متر) در طول یک لوله گان بدون خان به طول ۷۲ اینچ (۱۸۰۰ میلی‌متر) و عرض ۶٫۵ اینچ (۱۷۰ میلی‌متر) به جلو رانده می‌شد. هدف که به آن «اینسرت» نیز گفته می‌شد، یک سیلندر ۴ اینچی با طول ۷ اینچ و یک سوراخ محوری ۱ اینچی (۲۵ میلی‌متری) بود. این قطعه ۴۰٪ از کل جرم شکافت‌پذیر (۲۵٫۶ کیلوگرم یا ۵۶ پوند) را شامل می‌شد. اینسرت از مجموعه‌ای از شش دیسک اورانیومی شبیه واشر تشکیل شده بود که کمی ضخیم‌تر از حلقه‌های پرتابه بودند و بر روی یک میله ۱ اینچی سوار می‌شدند. این میله سپس از طریق درپوش کاربید تنگستن، سندان جذب‌کننده ضربه و توقف‌دهنده دماغه، به سمت جلو امتداد می‌یافت و در نهایت از قسمت جلویی بدنه بمب بیرون می‌زد. تمام این مجموعه هدف در هر دو انتها با مهره‌های قفل‌شونده محکم شده بود.
هنگامی که پرتابه با قسمت جلوی توخالی به هدف می‌رسید و روی قطعه هدف می‌لغزید، جرم فوق‌بحرانی اورانیوم به طور کامل توسط یک تمپر و بازتابنده نوترون از جنس کاربید تنگستن و فولاد احاطه می‌شد. این دو ماده روی هم رفته جرمی معادل ۲,۳۰۰ کیلوگرم (۵,۱۰۰ پوند) داشتند. آغازگرهای نوترونی که در داخل این مجموعه قرار داشتند، با برخورد پرتابه به هدف فعال می‌شدند.

### طراحی غیرشهودی
مواد شکافت‌پذیر تقریباً به دو نیم تقسیم شده بودند، در یک انتها، مجموعه‌ای از حلقه‌های اورانیوم بسیار غنی‌شده قرار داشتند که ۴۰٪ از جرم فوق‌بحرانی را تشکیل می‌دادند. در انتهای دیگر، گروهی از حلقه‌های کمی بزرگ‌تر قرار داشتند که ۶۰٪ از جرم فوق‌بحرانی را شامل می‌شدند. این گروه بزرگ‌تر به سمت گروه کوچک‌تر شلیک می‌شد و چهار آغازگر نوترونی پولونیوم-برلیوم در این فرآیند به کار می‌رفتند تا جرم فوق‌بحرانی را منفجر کنند.
یک حفره در مرکز قطعه بزرگ‌تر باعث پراکندگی جرم و افزایش سطح می‌شد. این ویژگی به نوترون‌های شکافت بیشتری اجازه فرار می‌داد و در نتیجه از آغاز یک واکنش زنجیره‌ای زودهنگام جلوگیری می‌کرد. اما برای اینکه این قطعه بزرگ‌تر و توخالی حداقل تماس را با تمپر کاربید تنگستن داشته باشد، ضروری بود که این قطعه همان پرتابه باشد. چرا که تنها انتهای پشتی پرتابه قبل از انفجار با تمپر در تماس بود. مابقی تمپر کاربید تنگستن، سیلندر هدف با جرم زیربحرانی (که طراحان آن را «اینسرت» می‌نامیدند) را احاطه کرده بود و فضای هوایی بین آن و اینسرت وجود داشت. این چیدمان، حداکثر مقدار مواد شکافت‌پذیر را در یک طراحی نوع گان جای می‌داد.
برای پنجاه سال اول پس از سال ۱۹۴۵، تمام توضیحات و نقشه‌های منتشر شده از مکانیزم عملکرد پسر کوچک بر این فرض استوار بود که یک پرتابه کوچک و جامد به مرکز یک هدف بزرگ‌تر و ثابت شلیک می‌شد. با این حال، ملاحظات مربوط به جرم بحرانی دیکته می‌کرد که در پسر کوچک، قطعه بزرگ‌تر و توخالی باید پرتابه باشد. سیلندرهای توخالی در مقایسه با قطعات جامد مواد شکافت‌پذیر، دارای جرم‌های بحرانی بالاتری هستند. این به این دلیل است که نوترون‌هایی که با ماده برخورد می‌کنند یا توسط آن تولید می‌شوند، احتمال بیشتری دارد که در هوا پراکنده شوند تا اینکه واکنش زنجیره‌ای را ادامه دهند. همچنین، قطعه بزرگ‌تر تا زمانی که به طور کامل با بقیه سوخت ترکیب نشود، از اثرات بازتاب نوترون از تمپر کاربید تنگستن دوری می‌کرد. پس از اینکه این دو قطعه به هم می‌پیوستند و نوترون‌هایشان بازتاب می‌یافتند، هسته شکافت‌پذیر مونتاژ شده شامل بیش از دو جرم بحرانی اورانیوم-۲۳۵ می‌شد. در سال ۲۰۰۴، جان کاستر-مولن، یک راننده کامیون و مدل‌ساز از ایلینوی، که تمام عکس‌ها و اسناد مربوط به بمب هیروشیما را برای ساخت یک مدل دقیق مطالعه کرده بود، روایت‌های قبلی منتشر شده را تصحیح کرد.

### سیستم فیوز

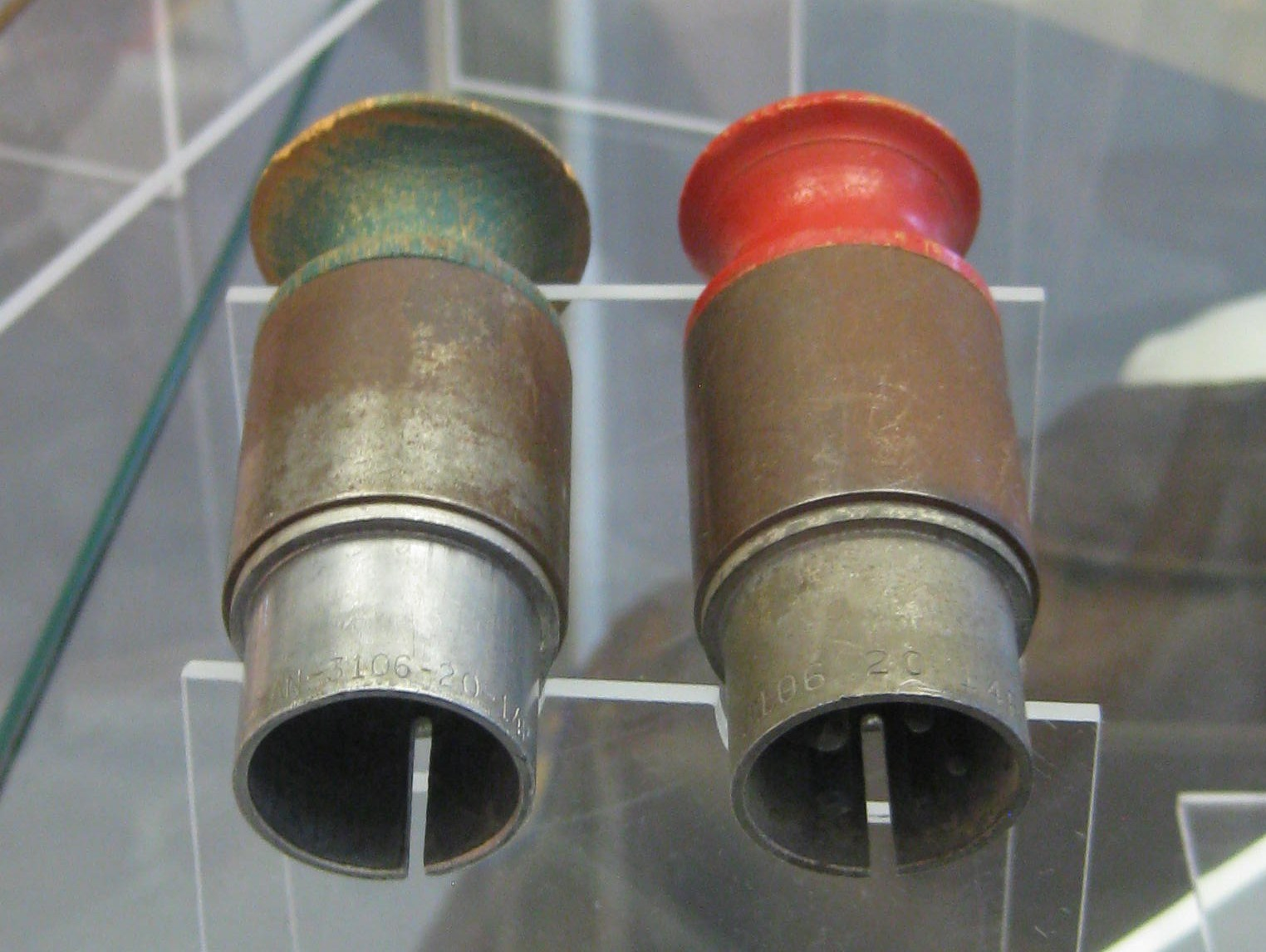
درگاه‌های مسلح‌سازی برای بمب اتمی از نوع پسر کوچک در معرض نمایش در مرکز استیون اف. اودوار-هیزی موزه ملی هوافضا.

سیستم فیوزینگ برای فعال شدن در مخرب‌ترین ارتفاع ممکن طراحی شده بود که محاسبات نشان می‌داد ۱,۹۰۰ فوت (۵۸۰ متر) است. این سیستم از یک سامانه قفل سه‌مرحله‌ای استفاده می‌کرد:
- یک زمان‌سنج اطمینان می‌داد که بمب حداقل پانزده ثانیه پس از رها شدن منفجر نمی‌شود. این زمان، یک‌چهارم زمان پیش‌بینی شده برای سقوط بود و به منظور تضمین ایمنی هواپیما در نظر گرفته شده بود. زمان‌سنج زمانی فعال می‌شد که دوشاخه‌های الکتریکی متصل به هواپیما هنگام سقوط بمب جدا می‌شدند. این کار باعث می‌شد که بمب به باتری ۲۴ ولت داخلی خود سوئیچ کند و تایمر شروع به کار کند. در پایان ۱۵ ثانیه، بمب در فاصله ۳۶۰۰ فوت (۱۱۰۰ متر) از هواپیما قرار می‌گرفت و در این مرحله، ارتفاع‌سنج‌های راداری روشن می‌شدند و مسئولیت به مرحله بارومتریک منتقل می‌شد.[۳۵]
- هدف از مرحله بارومتریک، به تأخیر انداختن فعال‌سازی مدار فرمان آتش ارتفاع‌سنج راداری تا زمان نزدیک شدن به ارتفاع انفجار بود. یک غشای فلزی نازک که یک محفظه خلاء را احاطه کرده بود (طرحی مشابه امروز در فشارسنج‌های دیواری قدیمی استفاده می‌شود) به تدریج با افزایش فشار هوای محیط در حین پایین آمدن، تغییر شکل می‌داد. فیوز بارومتریک برای منفجر کردن بمب در ارتفاع دقیق انفجار به اندازه کافی دقیق در نظر گرفته نمی‌شد، زیرا فشار هوا با شرایط محلی متفاوت است. هنگامی که بمب به ارتفاع طراحی شده برای این مرحله (گزارش شده ۶,۶۰۰ فوت یا ۲,۰۰۰ متر) می‌رسید، غشاء یک مدار را می‌بست و ارتفاع‌سنج‌های راداری را فعال می‌کرد. مرحله بارومتریک به این دلیل اضافه شد که نگرانی وجود داشت که سیگنال‌های راداری خارجی ممکن است بمب را خیلی زود منفجر کنند.[۳۵]
- برای تشخیص مطمئن ارتفاع نهایی، از دو یا چند ارتفاع‌سنج راداری افزونه استفاده می‌شد. هنگامی که ارتفاع‌سنج‌ها ارتفاع صحیح را تشخیص می‌دادند، کلید آتش بسته می‌شد و سه چاشنی اسلحه نیروی دریایی بیواورد ام‌کی۱۵, مود ۱ در سرپوش گان را مشتعل می‌کرد. این چاشنی‌ها نیز به نوبه خود، بار متشکل از چهار کیسه ابریشمی پودر، که هر کدام حاوی ۲ پوند (۹۱۰ گرم) کوردیت لوله‌ای شکل دبلیوام بودند را منفجر می‌کردند. این فرآیند پرتابه اورانیوم را به سمت انتهای مخالف لوله گان با سرعت اولیه ۱,۰۰۰ فوت بر ثانیه (۳۰۰ متر بر ثانیه) به حرکت در می‌آورد. تقریباً ۱۰ میلی‌ثانیه بعد، واکنش زنجیره‌ای رخ می‌داد که کمتر از ۱ میکروثانیه طول می‌کشید. ارتفاع‌سنج‌های راداری مورد استفاده، رادارهای هشدار دم ای‌پی‌اس-۱۳ ارتش نیروی هوایی ایالات متحده بودند که «آرچی» نام داشتند و به طور معمول برای هشدار به خلبان یک هواپیمای جنگی در مورد نزدیک شدن هواپیمای دیگری از پشت استفاده می‌شدند.[۳۵]

## تمرینات

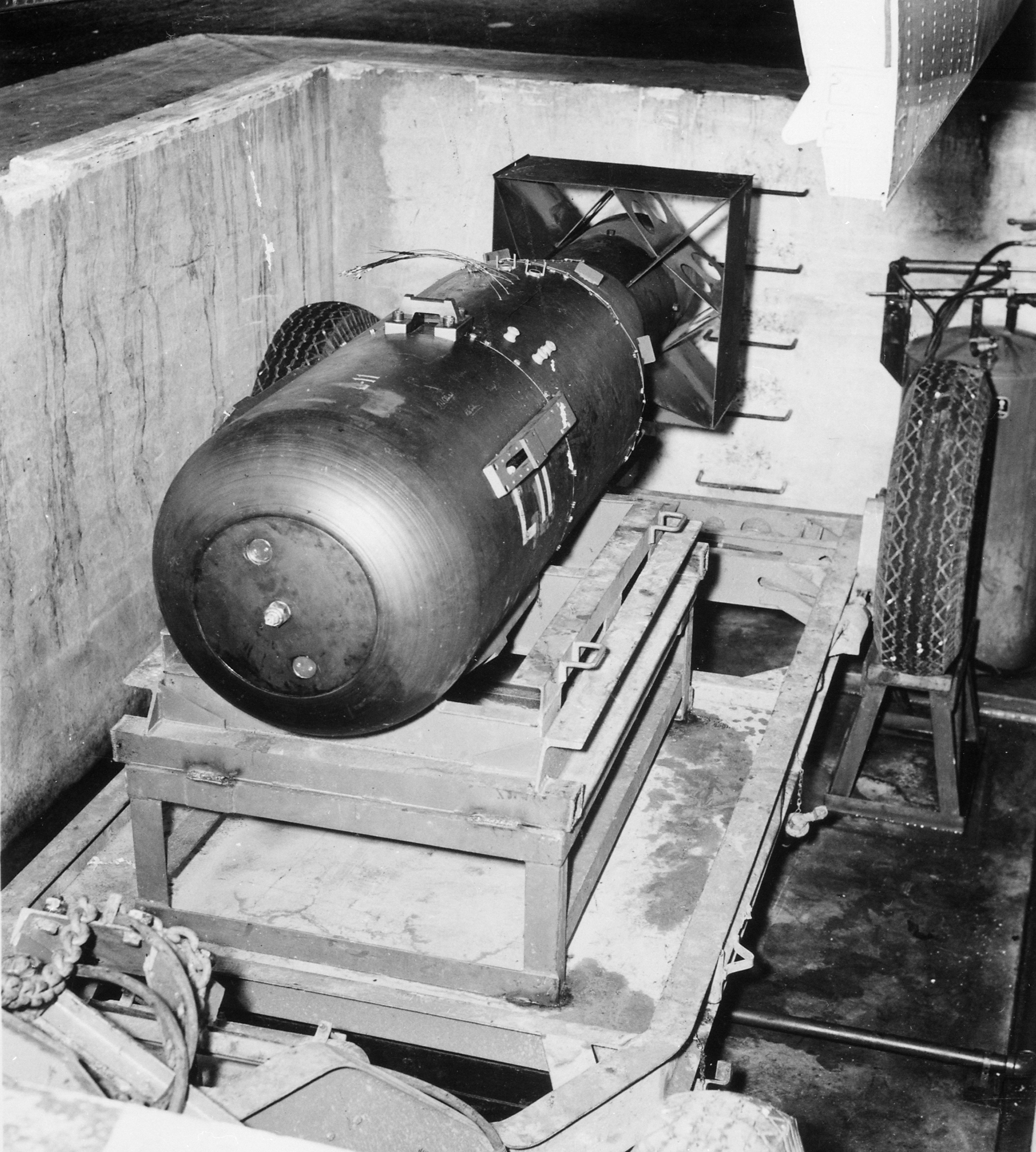
واحد پسر کوچک با کد ال-۱۱ در چاله بمب در جزیره تینیان، پیش از بارگیری در محفظه بمب انولا گی. بخشی از درب محفظه بمب در سمت راست بالا دیده می‌شود

پیش‌مونتاژهای بمب پسر کوچک با کدهای ال-۱، ال-۲، ال-۳، ال-۴، ال-۵، ال-۶، ال-۷ و ال-۱۱ نام‌گذاری شدند. از این میان، ال-۱، ال-۲، ال-۵ و ال-۶ در آزمایش‌های پرتاب مصرف شدند. نخستین آزمایش پرتاب در ۲۳ ژوئیه ۱۹۴۵ با استفاده از ال-۱ انجام شد. این بمب برای آزمایش ارتفاع‌سنج راداری، بر فراز دریا در نزدیکی جزیره تینیان پرتاب شد. این آزمایش توسط بمب‌افکن بی-۲۹ که بعدها با نام بیگ استینک شناخته شد، به خلبانی سرهنگ پال دبلیو. تیبتس، فرمانده گروه کامپوزیت ۵۰۹، انجام گرفت. دو آزمایش پرتاب دیگر در ۲۴ و ۲۵ ژوئیه، با استفاده از واحدهای ال-۲ و ال-۵ برای آزمایش تمامی اجزا، بر فراز دریا انجام شد. تیبتس در هر دو مأموریت خلبان بود، اما این بار از بمب‌افکنی استفاده شد که بعدها با نام جبیت شناخته شد. ال-۶ در ۲۹ ژوئیه به عنوان یک تمرین نهایی مورد استفاده قرار گرفت. بمب‌افکن بی-۲۹ به نام نکست اوبجکتیو، به خلبانی سرگرد چارلز دبلیو. سوئینی به ایوو جیما پرواز کرد، جایی که رویه‌های اضطراری برای بارگیری بمب بر روی یک هواپیمای جایگزین تمرین شد. این تمرین در ۳۱ ژوئیه تکرار شد، اما این بار ال-۶ دوباره روی یک بی-۲۹ متفاوت، یعنی انولا گی به خلبانی تیبتس، بارگیری شد و بمب در نزدیکی تینیان به صورت آزمایشی پرتاب شد. ال-۱۱ همان پیش‌مونتاژی بود که برای بمب هیروشیما استفاده شد و تا ۳۱ ژوئیه به طور کامل با سوخت هسته‌ای خود مونتاژ شده بود.

## بمباران هیروشیما

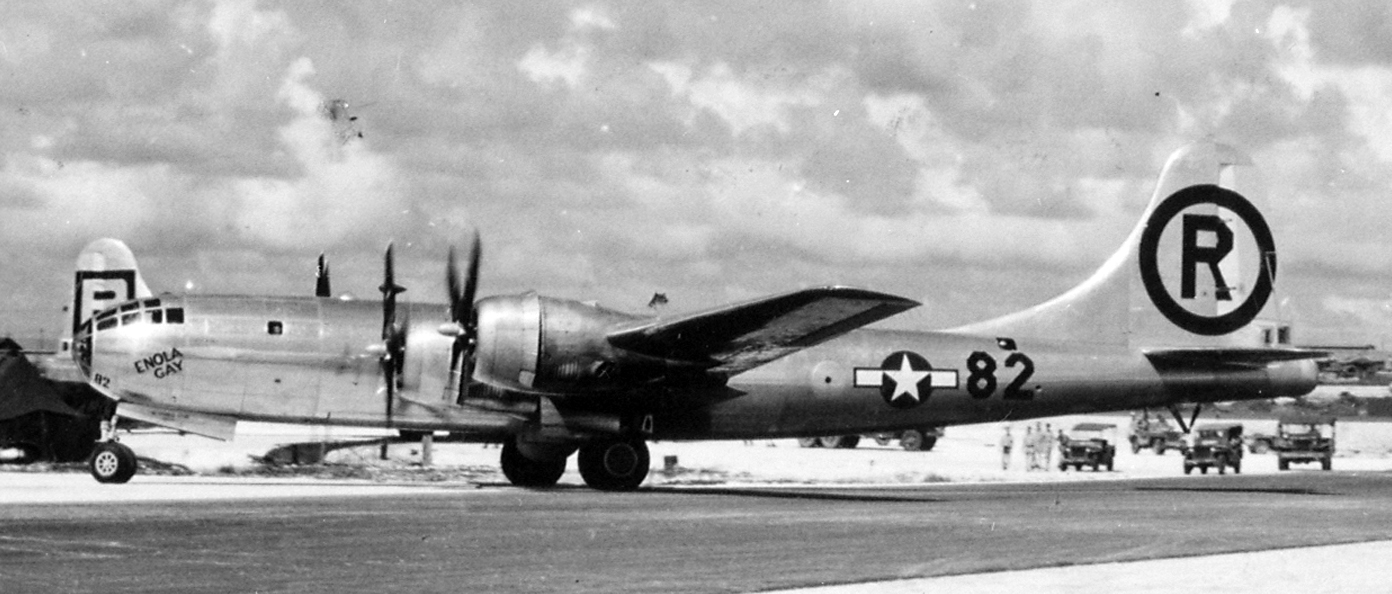
انولا گی پس از مأموریت هیروشیما، در حال ورود به محوطه توقف سخت. این هواپیما با رنگ‌آمیزی متعلق به گروه ششم بمب‌افکن دیده میشود و شماره ۸۲ (به عنوان شناسه ویکتوری) روی بدنه، دقیقاً جلوتر از سکان عمودی دم، قابل مشاهده است.

پارسونز، افسر جنگ‌افزارهای بمب‌افکن انولا گی، نگران احتمال انفجار تصادفی در صورت سقوط هواپیما هنگام برخاستن بود. به همین دلیل، او تصمیم گرفت که چهار کیسه پودر کوردیت را تا زمانی که هواپیما در حال پرواز نبود، در خزانه گان قرار ندهد. پس از بلند شدن، پارسونز و دستیارش، ستوان‌دوم موریس آر. جپسن، از طریق راهرو باریک سمت چپ هواپیما به محفظه بمب رفتند. جپسن یک چراغ قوه را نگه داشت در حالی که پارسونز سیم‌های چاشنی را جدا کرد، درپوش خزانه را برداشت، کیسه‌های پودر را داخل آن قرار داد، درپوش را دوباره گذاشت و سیم‌ها را وصل کرد. قبل از اینکه هواپیما برای نزدیک شدن به هدف اوج بگیرد، جپسن سه شاخک ایمنی بین کانکتورهای الکتریکی باتری داخلی و مکانیزم آتش را از سبز به قرمز تغییر داد. در این مرحله، بمب به طور کامل مسلح شد. جپسن نیز به نظارت بر مدارهای بمب ادامه داد.

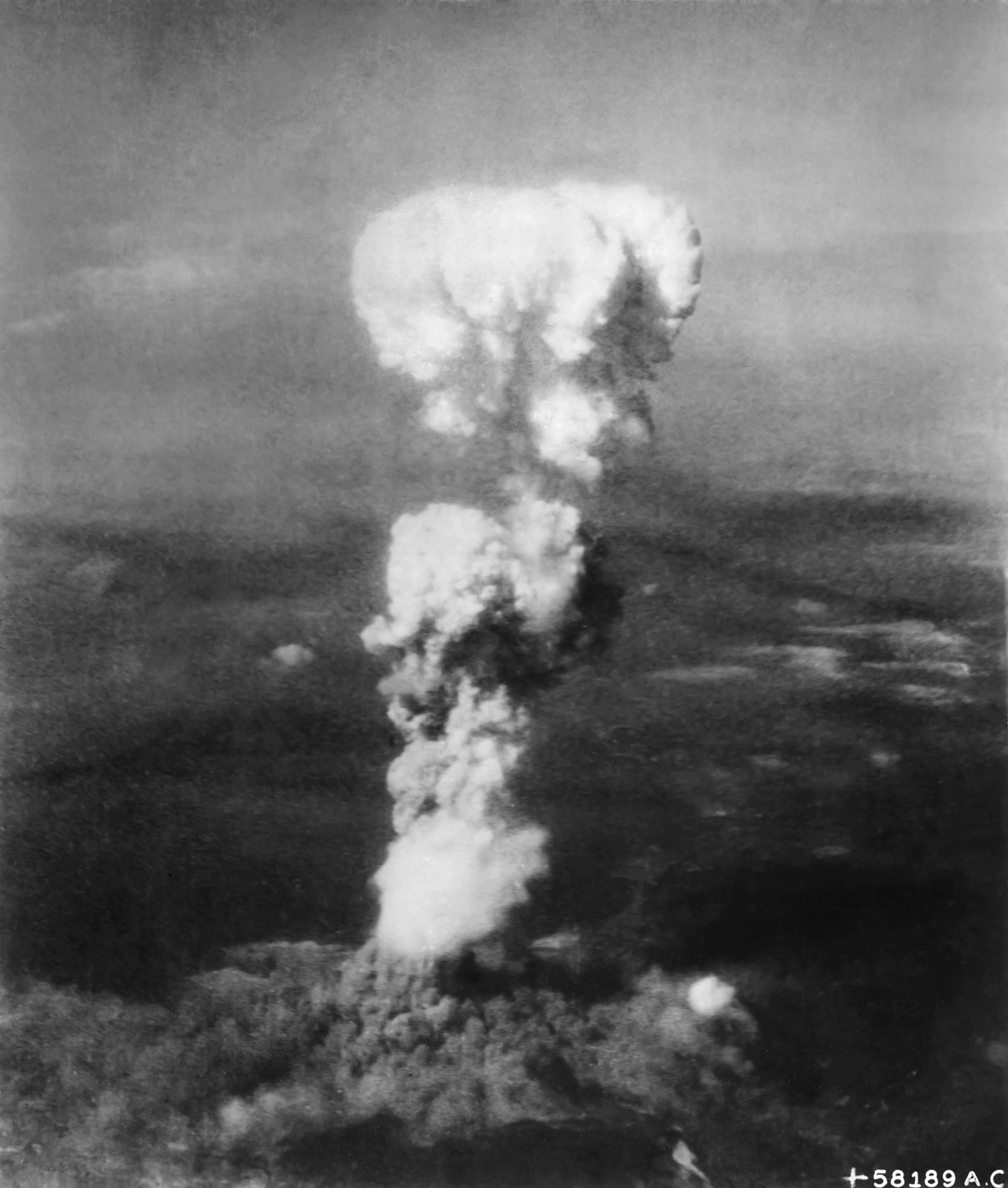
ابر قارچی بر فراز هیروشیما پس از انفجار پسر کوچک در ۶ اوت ۱۹۴۵. جدایی بین بخش بالایی (سر ابر قارچی) و ساقه آن قابل مشاهده است. این تصویر که ظاهری تا حدودی شبیه به علامت سؤال داشت، به عنوان الهام‌بخش نشان رسمی پروژه مهندسی منهتن انتخاب شد و طی روزهای پس از حمله، به طور گسترده در سراسر جهان منتشر گردید.

بمب در حدود ساعت ۰۸:۱۵ (به وقت محلی ژاپن) روز ۶ اوت ۱۹۴۵ پرتاب شد. پس از سقوط به مدت ۴۴.۴ ثانیه، زمان‌سنج و چاشنی‌های بارومتریک، مکانیزم آتش را فعال کردند. انفجار در ارتفاع ۱,۹۶۸ ± ۵۰ فوت (۶۰۰ ± ۱۵ متر) رخ داد. با وجود اینکه پسر کوچک از مرد چاق که بر روی ناگاساکی پرتاب شد قدرت کمتری داشت، اما خسارت و تعداد قربانیان در هیروشیما بسیار بیشتر بود. دلیل این امر این بود که هیروشیما در زمینی مسطح قرار داشت، در حالی که کانون زمین‌لرزه در ناگاساکی در یک دره کوچک واقع شده بود. بر اساس آمارهای منتشر شده در سال ۱۹۴۵، ۶۶,۰۰۰ نفر در نتیجه مستقیم انفجار هیروشیما کشته و ۶۹,۰۰۰ نفر به درجات مختلف مجروح شدند. برآوردهای بعدی تعداد کشته‌شدگان را تا ۱۴۰,۰۰۰ نفر نیز تخمین زدند. بررسی بمباران استراتژیک ایالات متحده نیز تخمین زد که از ۲۴,۱۵۸ سرباز نیروی زمینی امپراتوری ژاپن که در زمان بمباران در هیروشیما حضور داشتند، ۶,۷۸۹ نفر در نتیجه این بمباران کشته یا مفقود شدند.
اندازه‌گیری دقیق قدرت انفجار بمب به دلیل اینکه هرگز آزمایش نشده بود، با مشکل روبرو بود. هری اس. ترومن، رئیس‌جمهور وقت، به طور رسمی اعلام کرد که قدرت انفجار ۲۰ کیلوتن تی‌ان‌تی (۸۴ تراژول) بوده است. این عدد بر اساس ارزیابی بصری پارسونز بود که معتقد بود انفجار از آنچه در آزمایش هسته‌ای ترینیتی دیده بود، بزرگ‌تر است. از آنجایی که قدرت آن آزمایش ۱۸ کیلوتن تی‌ان‌تی (۷۵ تراژول) تخمین زده شده بود، نویسندگان سخنرانی آن را به ۲۰ کیلوتن گرد کردند. بحث و گفتگوی بیشتر درباره این موضوع برای ترس از کاهش تأثیر بمب بر ژاپنی‌ها سرکوب شد. لوئیس آلوارز، هرولد اگنیو و لارنس اچ. جانستون در هواپیمای ابزار دقیق، د گریت آرتیست، داده‌هایی جمع‌آوری کرده بودند، اما در آن زمان برای محاسبه قدرت انفجار مورد استفاده قرار نگرفت. تخمین‌های دقیق‌تر از قدرت بمب و معادل آن با بمب‌های معمولی، پس از پایان جنگ و با به دست آمدن داده‌های بیشتر انجام شد. یک مطالعه در سال ۱۹۸۵ قدرت انفجار بمب را حدود ۱۵ کیلوتن تی‌ان‌تی (۶۳ تراژول) تخمین زد.